# Keith Holmes (Botaniker)

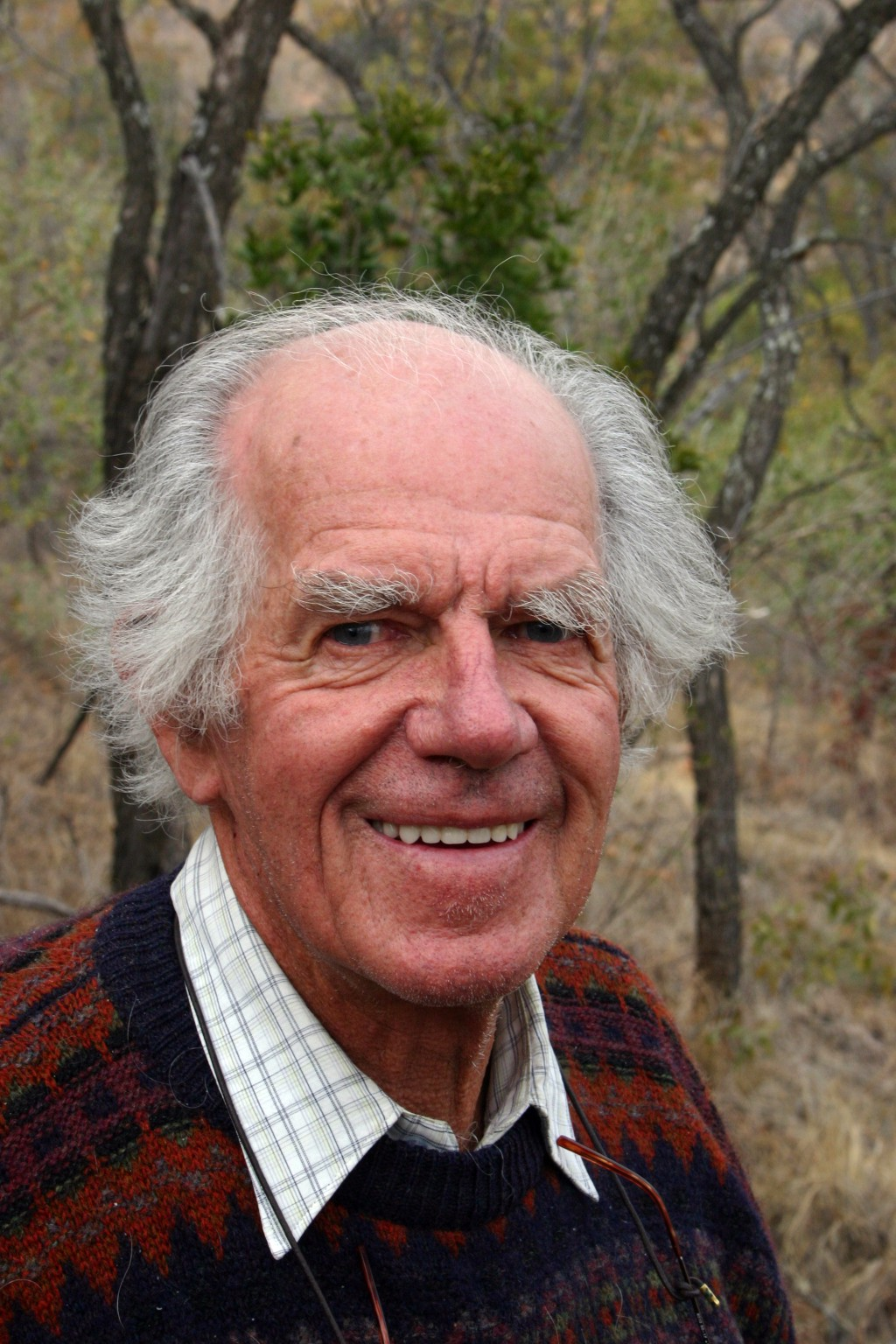
William Brian Keith Holmes

William Brian Keith Holmes zitiert W. B. Keith Holmes (* 5. März 1933 in Penrith City) ist ein australischer Paläobotaniker und Fossiliensammler. Sein offizielles botanisches Autorenkürzel lautet „W.B.K.Holmes“.
Holmes ist Amateur-Paläontologe und war im Hauptberuf Vieh-Farmer wie schon sein Vater, der eine Farm zuerst in Berowra und dann in Raleigh in New South Wales hatte. Er selbst hatte später eine Farm in Wellington. Nach dem Tod seiner Frau 1998 übergab er die Farm seinen Kindern und widmete sich ganz der Paläobotanik (wobei er weltweit Institute besuchte) und dem Naturschutz.
Er sammelte über 40 Jahre lang in großem Umfang Gondwana-Pflanzenfossilien, besonders aus der mittleren Trias der Steinbrüche von Nymboida im Norden von New South Wales. Die fossilen Pflanzen wuchsen damals in einem Sumpfgelände, aus dem sich auch Kohlelagerstätten bildeten. Seine Sammlung übergab er dem Australian Museum und klassifizierte diese als ehrenamtlicher wissenschaftlicher Mitarbeiter der University of New England in Armidale. Von ihm stammen rund 80 Erstbeschreibungen und eine Artikelserie, in der er die über 125 Pflanzenarten beschreibt, die in Nymboida gefunden wurden.
Er ist seit 2005 Fellow der Linnean Society of New South Wales.
Er ist mit der promovierten (Universität Witwatersrand 1977) Paläobotanikerin Heidi Marguerite Anderson (* 1944 in Johannisburg, geborene Schwyzer) verheiratet, die über triassische Pflanzen in Südafrika (Molteno Formation) arbeitet (und mit ihrem ersten Ehemann John M. Anderson eine umfangreiche Sammlung zusammentrug), Mitarbeiterin am Bernard Price Institut für Paläontologie der University of Witwatersrand ist und Ko-Autorin eines Teils der Artikelserie von Holmes über die Nymboida-Pflanzenfossilien ist.

## Schriften
- The Middle Triassic Megafossil Flora of the Basin Creek Formation, Nymboida Coal Measures, NSW, Australia. Teil 1–9, In: Proc. Linnean Society New South Wales. Band 122, 2000, S. 43–68; Band 123, 2001, S. 39–87; Band 124, 2003, S. 53–108; Band 126, 2005 S. 1–37, 39–79; Band 128, 2007, S. 155–200; Band 129, 2008, S. 113–149; Band 131, 2010, S. 1–26; Band 135, 2013, S. 55–76 (ab Teil 4 mit H. M. Anderson), Archive, Teil 8
- mit H. M. Anderson: A synthesis of the rich Gondwana Triassic megafossil flora from Nymboida, Australia. In: L. H. Tanner, J. A. Spielmann, S. G. Lucas: The Triassic System. New Mexico Museum of Natural History and Science, Bulletin. Band 61, 2013, S. 296–305.